# Антонова Римма Миколаївна
Антонова Римма Миколаївна (6 червня 1938, Луганськ  — 19 серпня 2019, Київ) — українська шахістка, міжнародний арбітр (1991), багаторазова учасниця чемпіонатів України із шахів серед жінок, багаторазовий головний суддя національних та міжнародних турнірів найвищого рівня.

## Біографія
Римма Антонова народилася у Луганську. У 1950-х роках вона проживала та представляла Миколаїв, а з початку 1960-х переїхала на постійне проживання до Києва. За фахом — інженер-конструктор.

### Спортивна кар'єра
Дворазова чемпіонка України серед дівчат (1954, 1956). У 1955 році представляла Україну на Всесоюзній командній юнацькій першості, де виконала норму першого розряду.
Багаторазова учасниця фінальних турнірів чемпіонатів України серед жінок та півфіналістка жіночих чемпіонатів СРСР. Чемпіонка Києва та 10-разовий призер жіночих чемпіонатів столиці. У складі команди ДСТ «Авангард» здобула срібну медаль на Всесоюзному командному чемпіонаті 1961 року, де також посіла перше місце на дев'ятій шахівниці.

### Суддівська діяльність
Римма Антонова — одна з провідних шахових суддів України, Радянського Союзу та світу, міжнародний арбітр. Вона виконувала роль головного судді на багатьох національних і міжнародних турнірах, включаючи:
• 50-й чемпіонат СРСР серед жінок (Подольськ, 1990), 

• чемпіонат світу серед студентів (Одеса, 1990), 

• 51-й чемпіонат України серед жінок (Сімферополь, 1991), 

• 52-й чемпіонат України серед жінок (Херсон, 1992), 

• IV міжнародний жіночий турнір (Мелітополь, 1993), 

• шахова олімпіада (Москва, 1994), 

• шахова олімпіада (Єреван, 1996), 

• зональний турнір ФІДЕ серед жінок (Алушта, 1999), 

• 71-й чемпіонат України серед жінок (Полтава, 2011), 

• чемпіонат світу з рапіду та бліцу (Астана, 2012), 

• 73-й чемпіонат України серед жінок (Київ, 2013). 

### Досягнення
Римма Антонова — перша голова суддівської колегії Федерації шахів незалежної України. Вона виховала багато національних та міжнародних шахових суддів і зробила значний внесок у розвиток шахів в Україні.

## Турнірні результати

### Чемпіонати України
| Рік  | Місце проведення | Турнір                 | Результат | + | — | = | Місце   |
| ---- | ---------------- | ---------------------- | --------- | - | - | - | ------- |
| 1958 | Київ             | 18-й чемпіонат України | 5 з 17    | 2 | 9 | 6 | 17 — 18 |
| 1959 | Київ             | 19-й чемпіонат України | 9½ з 17   | 7 | 5 | 5 | 9 — 10  |
| 1960 | Київ             | 20-й чемпіонат України | 11 з 17   | 9 | 4 | 4 | 4 — 5   |
| 1963 | Київ             | 23-й чемпіонат України | 7½ з 15   | 5 | 5 | 5 | 8       |
| 1965 | Севастополь      | 25-й чемпіонат України | 7 з 15    | 3 | 4 | 8 | 7 — 10  |
| 1966 | Харків           | 26-й чемпіонат України | з 13      |   |   |   | 5 — 7   |
| 1968 | Трускавець       | 28-й чемпіонат України | 7 з 14    | 4 | 4 | 6 | 7 — 8   |
| 1969 | Чернівці         | 29-й чемпіонат України | 7½ з 14   | 5 | 4 | 5 | ?       |